# Чаталджа
 Тази статия е за града в Турция.  За селото в Гърция вижте Чаталджа (дем Драма).  
Чата̀лджа (на турски: Çatalca; на гръцки: Τσατάλτζα, Цаталдза, старинното Ἐργίσκη, Ергѝске) е град, община и център на едноименната околия във вилаета Истанбул, в Източна Тракия. Районът, разположен в ивицата земя, свързваща Мраморно и Черно море, е от селски тип, покрит от земеделска земя и гори. Голяма част от жителите на Чаталджа са земеделци или хора притежаващи вили и домове за почивка и отдих. Околностите на Чаталджа са любимо място на истанбулчани за разходки в горските местности и пикници.

## География
Чаталджански окръг има територия от 1175 км² и брегова ивица от 135 км. Отдалечеността от вилаетския център Истанбул е 55 км. Окръгът граничи от юг с Буюк чекмедже, от запад с районите на Силиврия и Родосто, от изток с Авджълар, Кючукчекмедже и Газиосманпаша. Оттук се набавя питейна вода за Истанбул чрез езерата Деркос и Буюкчекмедже.

## История
Районът на Чаталджа от векове се развива като селкостопански, осигуряващ продоволствия за Цариград. През османския си период има смесен етнически и религиозен тип на населението, основно гърци и турци. Кримската война е причината за масови изселвания на кримски татари към Османската империя, част от тях се заселват в Чаталджа и района.
През XIX век в града живеят и българи. Те идват основно от костурските села Вишени и Българска Блаца. Също така има заселници и от Севлиево, Панагюрище и Копривщица.

### Чаталджанска операция
На 17-18 ноември (4 – 5 ноември стар стил) 1912 година в района на Чаталджа се провежда Чаталджанската операция, едно от най-тежките сражения в хода на Балканската война. Българските войски правят неуспешен опит да пробият османската отбранителна линия между Черно и Мраморно море. След претърпени тежки загуби българските части са отблъснати. С това се слага край на успешното българско настъпление в Източна Тракия.

## Личности
Починали в Чаталджа
- Андрей Васев, български военен деец, подпоручик, загинал през Балканската война[2]
- Васил Жеков Кючюков, български военен деец, подпоручик, загинал през Балканската война[3]
- Васил Панайотов Панайотов, български военен деец, майор, загинал през Балканската война[4]
- Въчо Весов, български военен деец, подпоручик, загинал през Балканската война[5]
- Георги Ванчев Йонов, български военен деец, подпоручик, загинал през Балканската война[6]
- Георги Славов Куртев, български военен деец, подпоручик, загинал през Балканската война[7]
- Димитър Захариев Захариев, български военен деец, майор, загинал през Балканската война[8]
- Димитър Костадинов Петров, български военен деец, капитан, загинал през Балканската война[9]
- Георги Славов Куртев, български военен деец, подпоручик, загинал през Балканската война[10]
- Димитър Христов Димитров, български военен деец, поручик, загинал през Балканската война[11]
- Зафир Йончев Йончев, български военен деец, подпоручик, загинал през Балканската война[12]
- Захари Иванов Караиванов, български военен деец, капитан, загинал през Балканската война[13]
- Иван Досков, български военен деец, поручик, загинал през Балканската война[14]
- Иван Милков, български военен деец, подпоручик, загинал през Балканската война[15]
- Лепи Калпаков Михаилов, български военен деец, поручик, загинал през Балканската война[16]
- Михал Младенов Соколов, български военен деец, капитан, загинал през Балканската война[17]
- Панайот Киров Градинаров, български военен деец, майор, загинал през Балканската война[18]
- Петър Маринов Мерекйов, български военен деец, подпоручик, загинал през Балканската война[19]
- Христо Георгиев Пъргов, български военен деец, подполковник, загинал през Балканската война[20]